# 229 Adelinda
229 Adelinda је астероид. Приближан пречник астероида је 93,20 km,
а средња удаљеност астероида од Сунца износи 3,417 астрономских јединица (АЈ).
Инклинација (нагиб) орбите у односу на раван еклиптике је 2,080 степени, а орбитални период износи 2307,217 дана (6,316 година). Ексцентрицитет орбите астероида износи 0,141.
Апсолутна магнитуда астероида износи 9,13 а геометријски албедо 0,045.
Астероид је откривен 22. августа 1882. године.